# مطبخ ويلزي
يشمل المطبخ الويلزي (بالإنجليزية: Welsh cuisine) أساليب الطهي والتقاليد والوصفات المرتبطة بويلز. في حين أن هناك العديد من الأطباق التي يمكن اعتبارها ويلزية بسبب مكوناتها و/ أو تاريخها، فإن الأطباق مثل البقر وريربيت الويلزية، ولافيربريد، والكعك الويلزي، وبارا بريث، وجلامورجان النقانق تعتبر جميعها رموزًا للطعام الويلزي. توجد بعض الاختلافات في الأطباق في جميع أنحاء البلاد، مع وجود اختلافات ملحوظة في شبه جزيرة جاور، وهي منطقة ريفية معزولة تاريخيًا طورت الاكتفاء الذاتي في إنتاج الغذاء.

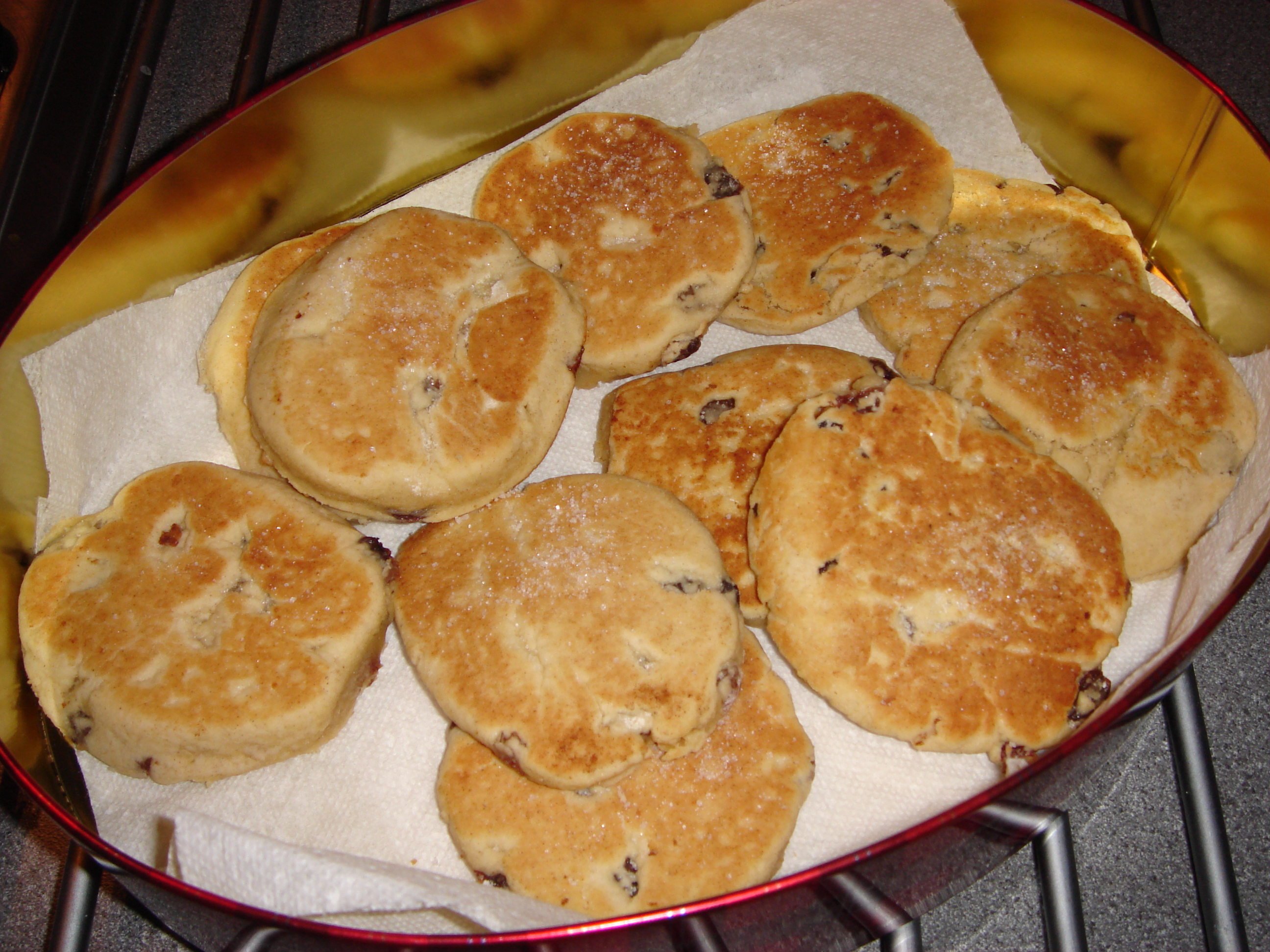
كعك ويلزي

في حين تم استيراد بعض ممارسات الطهي والأطباق من جيرانها البريطانيين، نما المطبخ الويلزي الفريد أساسًا من حياة العاملين في ويلز، إلى حد كبير نتيجة لعزلهم عن تأثيرات الطهي الخارجية والحاجة إلى إنتاج الطعام بناءً على المكونات المحدودة التي يحتاجونها. يمكن أن تنتج أو تحمل. كان الويلزيون الكلت وأحفادهم الويلزيين الأحدث يمارسون في الأصل الترحيل، نقل ماشيتهم إلى ارتفاعات أعلى في الصيف والعودة إلى موطنهم في الشتاء. بمجرد أن يستقروا في منازلهم، كانت الأسرة ستأكل عمومًا لحم الخنزير في المقام الأول، مع الاحتفاظ بقرة لمنتجات الألبان.
تُمارس تربية الأغنام على نطاق واسع في ويلز، حيث يعتبر لحم الضأن ولحم الضأن من أكثر اللحوم ارتباطًا بالبلاد. كما يتم تربية الأبقار والألبان على نطاق واسع، وهناك ثقافة صيد قوية. تعتبر مصايد الأسماك والصيد التجاري أمرًا شائعًا وتتميز المأكولات البحرية على نطاق واسع في المطبخ الويلزي.
كانت الخضراوات، بخلاف الملفوف والكراث، نادرة تاريخيًا وأصبح الكراث مكونًا مهمًا في العديد من الأطباق. لقد كان رمزًا وطنيًا لويلز لما لا يقل عن 400 عام ويشير شكسبير إلى العادة الويلزية في ارتداء الكراث في هنري الخامس.
منذ سبعينيات القرن الماضي، زاد عدد المطاعم وحانات تقديم الطعام في ويلز بشكل ملحوظ ويوجد حاليًا خمسة مطاعم حاصلة على نجمة ميشلان في البلاد.

## التاريخ
هناك عدد قليل من السجلات المكتوبة للأطعمة الويلزية التقليدية، كانت الوصفات تُعقد داخل العائلات وتوزع شفوياً بين نساء الأسرة. سلط ماتي توماس الضوء على الافتقار إلى السجلات في عام 1928، الذي صنع مجموعة فريدة من «وصفات الطهي الويلزية» في القرن الثامن عشر كمدخل استدفود الحائز على جائزة.

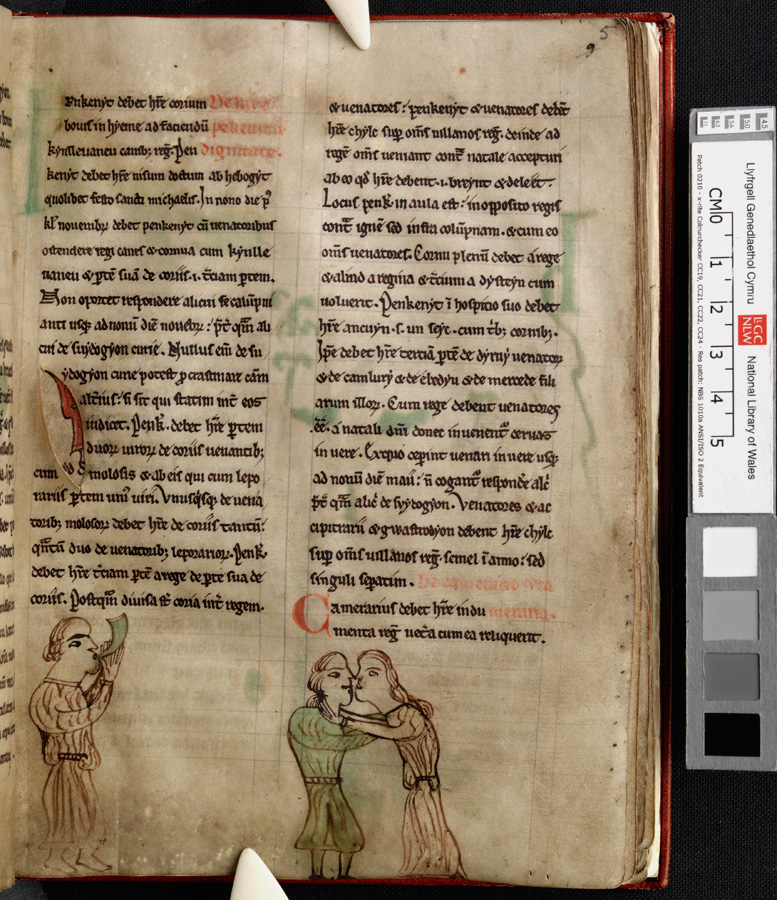
صفحة من قوانين هويل ددا

أولئك الذين يتمتعون بالمهارات والميل لكتابة الوصفات الويلزية والطبقات العليا، يتوافقون مع الأساليب الإنجليزية، وبالتالي لن يديروا منازلهم بالمطبخ الويلزي التقليدي. ينشأ الطبخ التقليدي في ويلز من الوجبات اليومية للفلاحين، على عكس الثقافات الأخرى حيث تبدأ الوجبات غالبًا في مطابخ طبقة النبلاء ويمكن تكييفها.
تاريخيًا، كان ملك الشعب الويلزي يسافر ويطلب الجزية في شكل طعام من المجتمعات التي زاروها أثناء ذهابهم. تم تقنين الجزية في قوانين هويل ددا، والتي تبين أن الناس كانوا يعيشون على الخبز واللحوم ومنتجات الألبان، مع القليل من الخضروات بخلاف الملفوف والكراث. تُظهر القوانين مقدار القيمة التي أُعطيت لأجزاء مختلفة من الحياة الويلزية في ذلك الوقت، على سبيل المثال أن الثروة كانت تُقاس بالماشية؛ كما تُظهر أن المحكمة تضمنت الصيادين، الذين سيقتصرون على جلسات الصيد الموسمية.
في بداية القرن الحادي عشر، بدأ المجتمع الويلزي في بناء المستوطنات. يُطهى الطعام في مرجل واحد على نار مكشوفة على الأرض؛ من المحتمل أن يتم إعادة تسخينه وتعبئته بمكونات طازجة على مدار عدة أيام. يمكن طهي بعض الأطباق على قطعة خبز، وهي عبارة عن حجر مسطح يمكن وضعه فوق النار لتسخينه بشكل متساوٍ.
كتب جيرالد من ويلز، قسيس لهنري الثاني، بعد جولة في ويلز عام 1188، "يعيش جميع السكان تقريبًا على الشوفان ومنتجات قطعانهم والحليب والجبن والزبدة. يجب ألا تتوقع مجموعة متنوعة من الأطباق من ويلز المطبخ، ولا توجد عادات متبلة للغاية لشحذ شهيتك. "
قرب نهاية القرن الثامن عشر، قام مالكو الأراضي الويلزية بتقسيم الأرض للسماح بالزراعة القائمة على المستأجرين. وشملت كل مزرعة صغيرة محاصيل الخضار، بالإضافة إلى بقرة وخنازير وقليل من الدجاج. كان القرنان الثامن عشر والتاسع عشر فترة اضطرابات للشعب الويلزي. بدأت أعمال الشغب المتعلقة بالطعام الويلزي في عام 1740، عندما ألقى كوليرز باللوم على نقص الغذاء في مشاكل الإمداد، واستمرت في جميع أنحاء ويلز ككل. حدثت أسوأ أعمال الشغب في تسعينيات القرن التاسع عشر بعد نقص الحبوب، والذي تزامن مع الاضطرابات السياسية في شكل الخدمة العسكرية الإجبارية والضرائب المرتفعة على الطرق، مما جعل المزارعين غير قادرين على جني الأرباح. نتيجة لأعمال الشغب التي قام بها عمال مناجم الفحم في منتصف تسعينيات القرن التاسع عشر، باع القضاة في جلامورجان ذرة المشاغبين بسعر مخفض. في الوقت نفسه طلبوا أيضًا مساعدة عسكرية من الحكومة لوقف المزيد من أعمال الشغب. نظرًا لطبيعة الترابط الوثيق للمجتمعات الفقيرة، والوضع الأعلى قليلاً للمزارعين فوق العمال، ألقى المشاغبون عمومًا باللوم على المزارعين وتجار الذرة بدلاً من طبقة النبلاء.

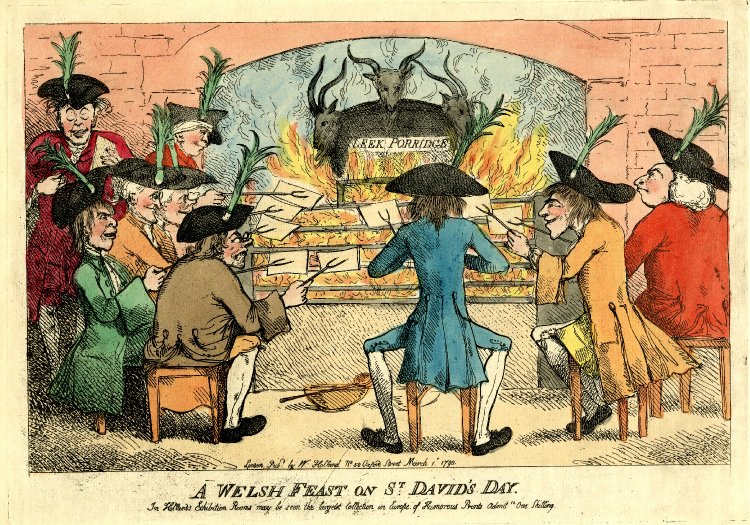
"وليمة ويلز في يوم القديس داود"، صورة ساخرة تظهر اعتماد ويلز على الكراث كغذاء عام 1790

انتهت غالبية أعمال الشغب بسبب الغذاء بحلول عام 1801، وكانت هناك بعض النغمات السياسية لهذه الإجراءات، على الرغم من أن الافتقار إلى القيادة يعني أن القليل منها جاء منها. بحلول سبعينيات القرن التاسع عشر، كانت 60٪ من ويلز مملوكة لـ 570 عائلة، معظمها لا يعمل بالزراعة. وبدلاً من ذلك، قاموا بتوظيف عمال أجبروا على التصويت لحزب المحافظين أو فقدوا وظائفهم.
في نهاية القرن التاسع عشر، أدت الزيادة في تعدين الفحم وأعمال الصلب في جميع أنحاء ويلز إلى هجرة العمال الإيطاليين. جلب العمال العائلات التي دمجت ثقافتها في المجتمع الويلزي، وجلبوا معهم الآيس كريم الإيطالي والمقاهي الإيطالية، التي أصبحت الآن عنصرًا أساسيًا في المجتمع الويلزي.
في الستينيات، لم تتمكن المجتمعات المعزولة من الوصول إلى المنتجات التي يمكن أن تقدمها غالبية بريطانيا مثل الفلفل أو الباذنجان. كان إنتاج الحرفيين الويلزيين محدودًا أو غير موجود، ونادرًا ما تصنع المزارع الجبن الخاص بها، وكان النبيذ الويلزي ذا نوعية رديئة. بحلول التسعينيات، كانت الأطعمة الويلزية التاريخية تشهد انتعاشًا. أصبحت أسواق المزارعين أكثر شعبية، وبدأت الخضروات الويلزية العضوية والجبن المصنع في الظهور في محلات السوبر ماركت. تعد الخصائص الويلزية الحديثة الأخرى أكثر دقة، مثل محلات السوبر ماركت التي تقدم الزبدة المالحة وخبز اللافربريد أو الجزارين الذين يصفون تنورة اللحم البقري بأنها «لحم البقر».
تروج المطاعم لجودة المكونات الويلزية، وتشجع الناس على شراء المنتجات الويلزية وإنشاء أطباق جديدة باستخدامها. وهذا يعني أن المنتجات الويلزية يمكن أن تجد طريقها إلى الأطعمة الشهية ذات الأسعار الأعلى في لندن أو أمريكا الشمالية. ومع ذلك، فإن النظام الغذائي المنتظم لشعب ويلز قد تأثر أكثر بالهند والصين وأمريكا. أشهر طبق هو دجاج تكا ماسالا، يليه البرغر أو تشاو مين. نتيجة لشعبية هذه الأنواع من الأطعمة، فإن ويلز لديها أعلى استهلاك للدهون في بريطانيا وأعلى مستويات السمنة.

## الاختلافات الإقليمية
هناك بعض الاختلافات في الأطعمة التي يتم تناولها حول مناطق ويلز المختلفة. تعود جذور هذه الاختلافات إلى طبخ العصور الوسطى. كانت المكونات محدودة تاريخيًا بما يمكن زراعته؛ كان المناخ الأكثر رطوبة في المناطق المرتفعة يعني اقتصار المحاصيل على الشوفان، بينما سمحت مناطق الأراضي المنخفضة الأكثر خصوبة بنمو الشعير أو القمح. كان سكان الساحل أكثر ميلًا إلى تضمين المأكولات البحرية أو الأعشاب البحرية في وجباتهم، في حين أن أولئك الذين يعيشون في المناطق الداخلية سوف يكملون حبوبهم المزروعة ببذور الأعشاب البرية لضمان وجود ما يكفي من الطعام.
كان لغزو الرومان والنورمانديين أيضًا تأثير على المناطق الخصبة التي تم احتلالها. تعلم الناس هناك المزيد من «عادات الأكل المتطورة». وعلى العكس من ذلك، حافظ أولئك الذين بقوا في المناطق البرية على الأساليب التقليدية للطهي؛ استمر استخدام أدوات مثل رافعة القدر حتى أواخر القرن العشرين.
المنطقة الوحيدة التي لديها اختلاف كبير عن بقية ويلز هي شبه جزيرة جاور، التي أدى افتقارها إلى روابط النقل البري إلى عزلها. بدلاً من ذلك، تأثرت بشدة بسومرست وديفون على الجانب الآخر من قناة بريستول. أطباق مثل وايتبوتت ومكونات مثل اليقطين، نادرة في أماكن أخرى في ويلز وأصبحت شائعة في جاور.

## الإنتاج
يمكن تتبع الطعام الويلزي بشكل أفضل من خلال تاريخ المواد الغذائية منه من خلال الأطباق.

### اللحوم والأسماك

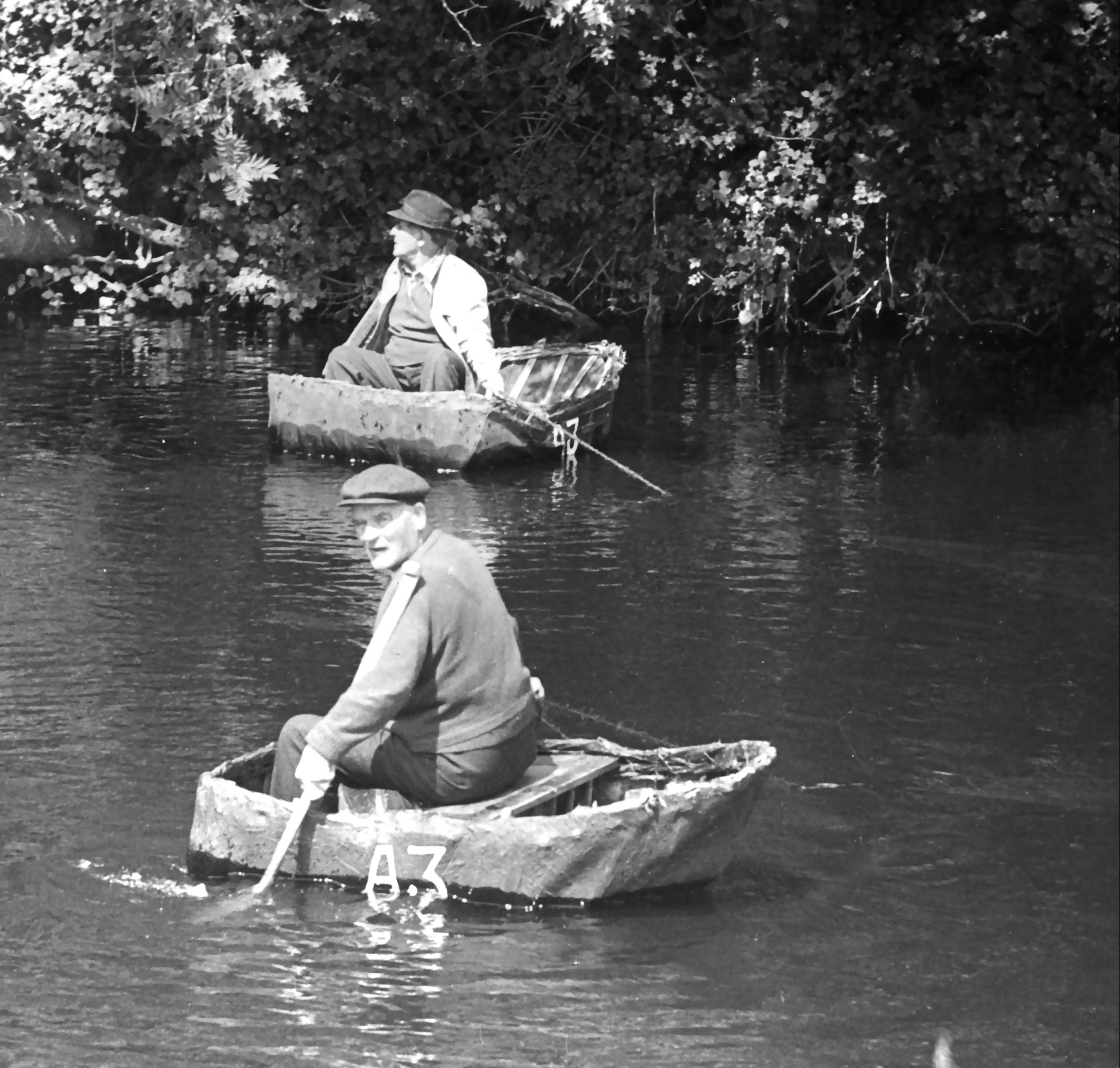
صيادون من ويلز في كراكليس عام 1972

هناك عدد من سلالات الأبقار الويلزية المحلية، بما في ذلك الأبقار الويلزية سوداء، وهي سلالة يعود تاريخها إلى عام 1874 على الأقل. تمثل تربية الماشية غالبية الإنتاج الزراعي في ويلز - في عام 1998، ساهم إنتاج لحوم البقر بنسبة 23٪ من الإنتاج الزراعي الويلزي بينما في عام 2002 كان 25٪ من الإنتاج الزراعي في إنتاج منتجات الألبان. لحوم الأبقار الويلزية مؤشر جغرافي محمي من قبل الاتحاد الأوروبي، لذلك يجب تربيتها وذبحها بالكامل في ويلز.
كانت الخنازير هي اللحم الأساسي الذي يأكله شعب ويلز الأوائل، ويمكن الحفاظ عليه بسهولة عن طريق التمليح. بحلول عام 1700، كان هناك عدد من السلالات الويلزية المختلفة من الخنازير، ذات الخطوم الطويلة والظهر الرقيق، ذات اللون الفاتح بشكل عام، ولكن بعضها كان داكنًا أو مرقطًا. اليوم، يتم تربية الخنازير في ويلز بشكل مكثف، باستخدام خنزير ويلز الأبيض أو سلالة الخنازير، أو على نطاق واسع، حيث يتم تربية خنازير سادلباك أو الخنازير الويلزية أو الهجين.

كانت المرتفعات الويلزية أكثر ملاءمة لرعي الحيوانات مثل الأغنام والماعز، وأصبحت الحيوانات مرتبطة بويلز. تم إدخال تربية الأغنام على نطاق واسع من قبل الرهبان السيسترسيين، إلى حد كبير من أجل الصوف، ولكن أيضًا للحوم. بحلول بداية القرن السادس عشر، كان لحم الضأن الويلزي شائعًا في بقية أنحاء المملكة المتحدة. بمجرد أن أصبحت الألياف الاصطناعية الحديثة أكثر شيوعًا من الصوف، تم تربية الأغنام الويلزية بشكل حصري تقريبًا من أجل اللحوم. قرب نهاية القرن العشرين، كان هناك أكثر من 11 مليون رأس من الأغنام في ويلز. أكثر سلالات الأغنام شيوعًا هي الأغنام الجبلية الويلزية وهي أصغر بشكل ملحوظ من السلالات الأخرى ولكنها مناسبة بشكل أفضل للمناظر الطبيعية في ويلز وتربي حملًا واحدًا فقط، بدلاً من سلالات الأراضي المنخفضة التي تربى اثنين أو أكثر؛ تعتبر الأغنام الجبلية غنية باللحوم ذات النكهة العالية. بدأ مزارعو ويلز في استخدام الأساليب العلمية، مثل التلقيح الاصطناعي أو استخدام الموجات فوق الصوتية لمسح عمق الدهون في الأغنام، لتحسين جودة لحومهم.

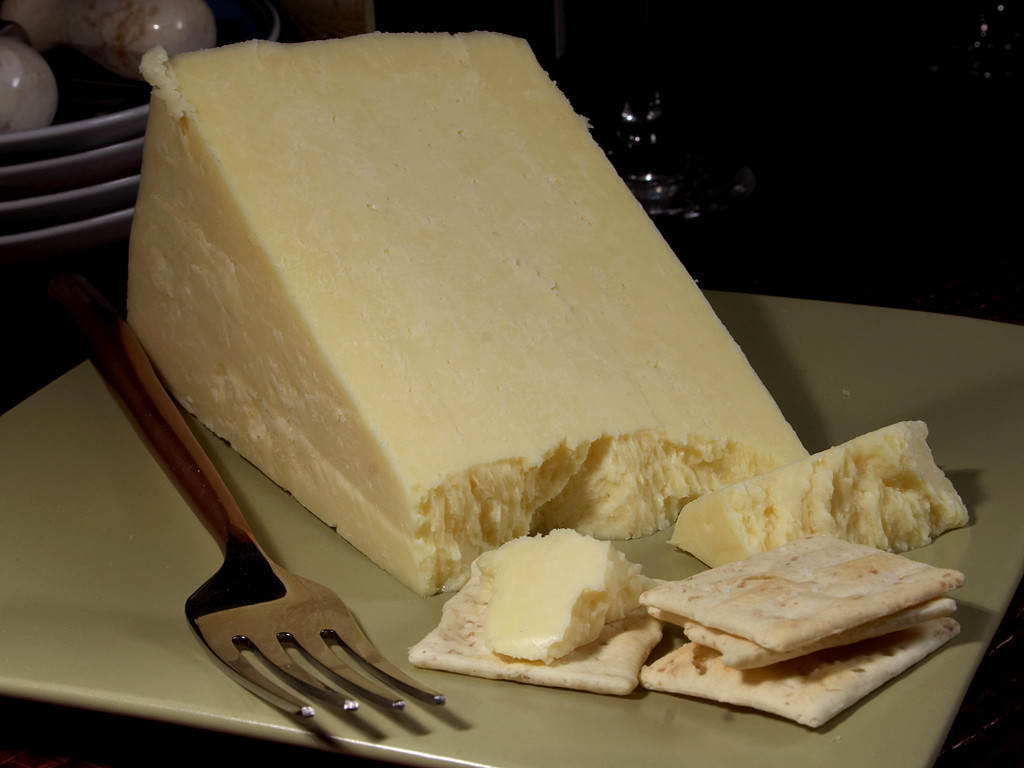
جبنة كيرفيلي

تنتج المناطق الساحلية في ويلز، وتلك القريبة من الأنهار، أشكالًا مختلفة من الأسماك والمحار. ظلت طرق الصيد التقليدية، مثل شبك السلمون، سارية لمدة 2000 عام. لاحظ الرومان القوارب الويلزية، وهي قوارب بسيطة مصنوعة من إطار صفصاف ومغطاة بجلود الحيوانات، وكانت لا تزال مستخدمة في القرن العشرين. بمجرد إنزال الأسماك، يتم تجفيفها بالرياح وتدخينها أو معالجتها بالملح.

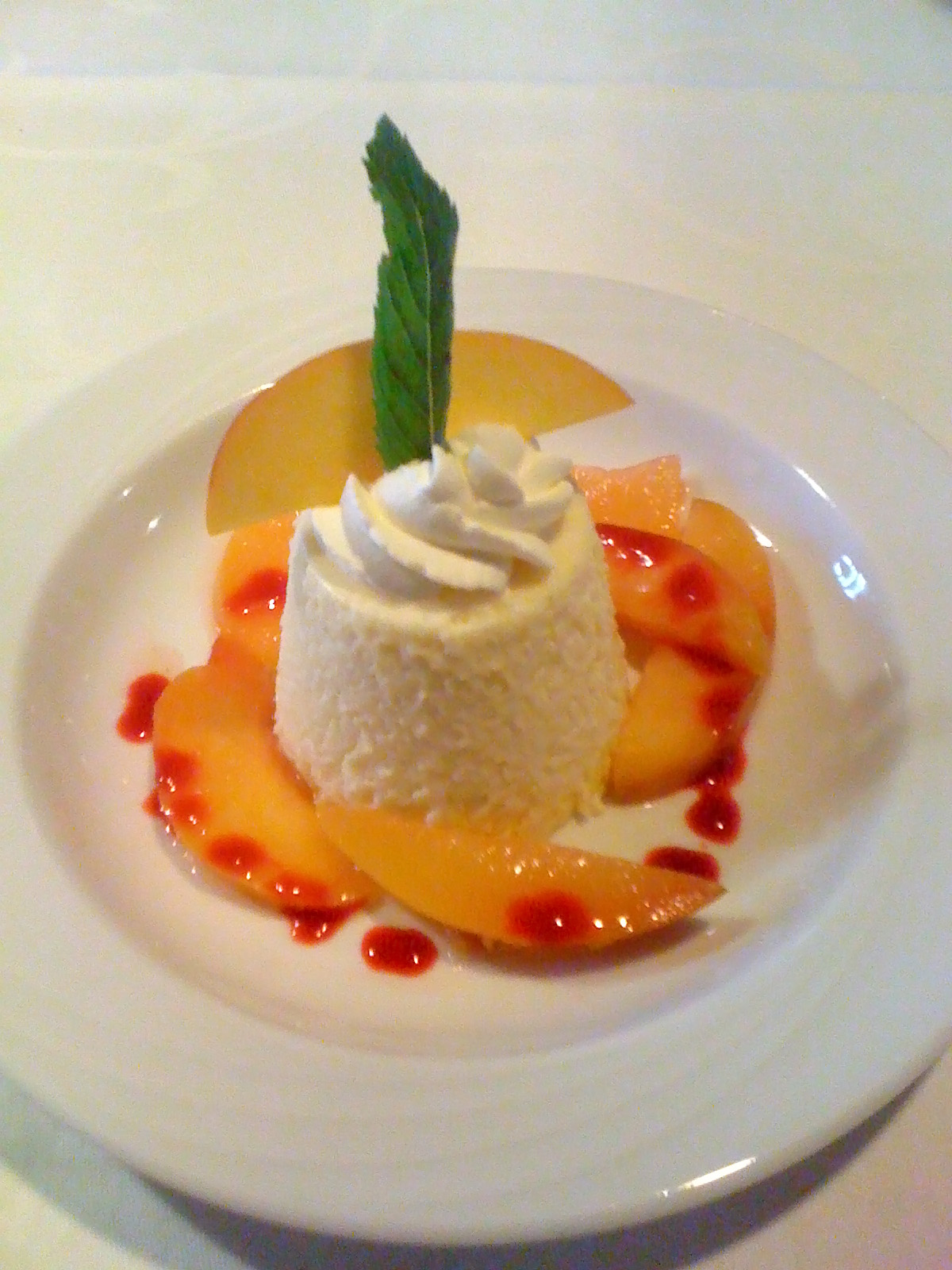
فلوميري

أصبحت الرنجة، وهي سمكة جيدة في التمليح، من الأسماك الراسخة؛ كان ميناء أبيريستويث هو أكثر الموانئ ازدحامًا، حيث ورد أنه استهلك ما يصل إلى 1000 برميل من سمك الرنجة في ليلة واحدة في عام 1724. كما أن العديد من القرى الأخرى كانت تصطاد سمك الرنجة، بشكل عام بين أواخر أغسطس وديسمبر. كانت الرنجة، جنبًا إلى جنب مع الماكريل والسلمون والسلمون المرقط البحري، هي الأسماك الرئيسية الموجودة في المطبخ الويلزي. كان سمك السلمون غزيرًا ولذلك فهو غذاء أساسي للفقراء. سمك التراوت، الذي يجف بسرعة عند طهيه، يتم لفه بأوراق الكراث للطهي أو تغطيته بلحم الخنزير المقدد أو دقيق الشوفان. يتم تقديم العديد من الأسماك مع الشمر الذي نما بوفرة في ويلز.
كان صيد الكركند يمارس على نطاق ضيق خاصة في خليج كارديجان، ولكنه كان مخصصًا للتصدير بشكل شبه حصري. من المرجح أن يأكل الصياد الويلزي السرطانات الأقل ربحًا. تم حصاد القواقع منذ العصر الروماني ولا يزال يتم حصادها بالطريقة التقليدية باستخدام مجرفة يدوية ومكشطة. لا يزال قطف القواقع يحدث في شبه جزيرة جاور، ولكن نظرًا لصعوبة الحصول على التراخيص وانخفاض الإنتاجية، لم تعد القرى القريبة من خليج كارمارثين تجمعهم.

### منتجات الألبان
نظرًا لأن الماشية كانت أساس ثروة سلتيك، فإن الزبدة والجبن كانت تصنع عمومًا من حليب الأبقار. كان السلتيون من أوائل منتجي الزبدة في بريطانيا، ولمئات السنين بعد مغادرة الرومان للبلاد، كانت الزبدة وسيلة الطهي الأساسية وأساس الصلصات. كان الملح مكونًا مهمًا في الزبدة الويلزية، ولكن أيضًا في الجبن الويلزي المبكر، والذي كان يجلس في محلول ملحي أثناء عملية صنع الجبن.

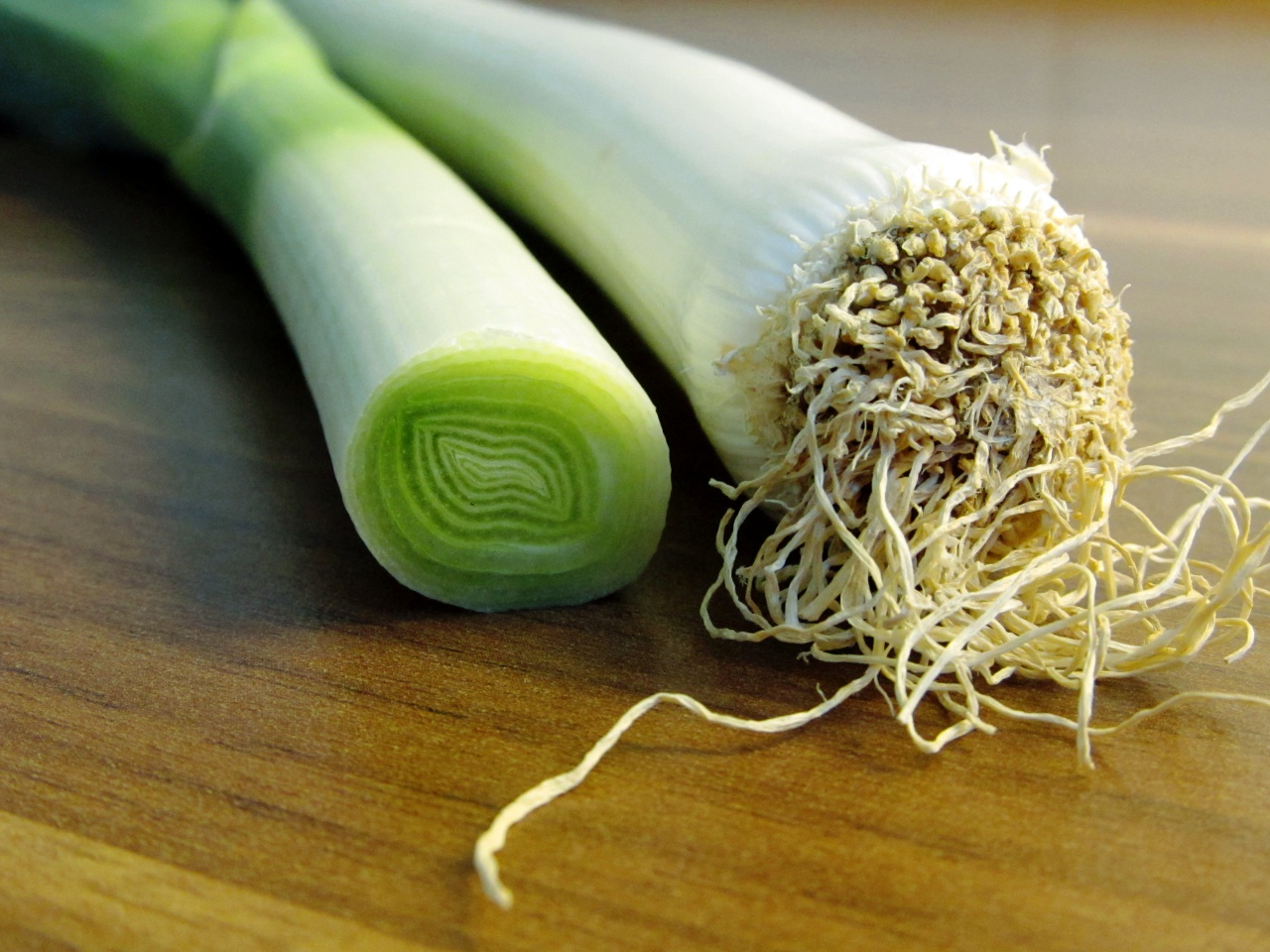
الكراث، الخضروات الوطنية الويلزية

كان الويلزيون أيضًا من أوائل من تبنوا الجبن المشوي. تم صنع تجسيد مبكر للريربيت الويلزي في العصور الوسطى، وبحلول منتصف القرن الخامس عشر، كان رربيت يعتبر طبقًا وطنيًا. كانت التربة الحمضية لويلز تعني أن الحليب الذي تنتجه مواشيهم أنتج جبنًا طريًا، والذي لم يكن جيدًا للتحميص، لذلك كان سكان ويلز يتاجرون بالجبن الأكثر صلابة مثل الشيدر.
أشهر أنواع الجبن الويلزي هو كيرفيلي، الذي سمي عام 1831 ولكنه صنع قبل ذلك بوقت طويل. كانت في الأصل طريقة لتخزين الحليب الزائد حتى يمكن طرحه في السوق، وكانت جبنة رطبة لن تدوم طويلاً. توقف إنتاج الجبن بسبب تقنين الحليب بعد الحرب العالمية الثانية، على الرغم من أنه كان لا يزال يصنع في إنجلترا. هناك، تم إنتاج الجبن بسرعة كبيرة وبيعه في وقت مبكر من عملية النضج، مما أدى إلى إنتاج جبن مجفف. في السبعينيات، عاد إنتاج كيرفيلي إلى ويلز وعلى مدى العقود القليلة التالية تم أيضًا إنتاج مجموعة متنوعة من الأجبان الجديدة في ويلز.

### الحبوب

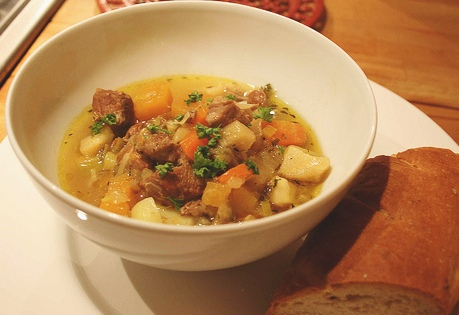
كاول

بالعودة إلى العصر الحديدي، كان سكان ويلز يستخدمون الحبوب البرية لصنع خبز خشن. بحلول الوقت الذي غزا فيه الرومان، تقدمت مهارات سلتيك مع الخبز لدرجة أنه يمكن إنتاج الخبز الأبيض أو البني. أدى الغزو الروماني إلى انتقال العديد من سكان ويلز إلى المرتفعات الأقل ضيافة، حيث كانت محاصيل الحبوب الوحيدة التي يمكن زراعتها هي الشوفان والشعير والجاودار. كان خبز الشوفان والشعير هو الخبز الرئيسي الذي يتم تناوله في ويلز حتى القرن التاسع عشر، مع خبز الجاودار المصمم للأغراض الطبية. تم استخدام الشوفان لتجميع اللحوم أو اللحوم والخضروات، والمعروف أيضًا باسم القنب.

ابتكر الويلزيون أيضًا طبقًا يسمى ليموري، دقيق الشوفان المطحون جيدًا المنقوع في الماء لفترة طويلة قبل الغليان حتى يتجمد. أصبح هذا الطبق المصمم على طراز المهلبية شائعًا جدًا خارج ويلز لدرجة أنه حصل على اسم جديد، فلوميري، حيث لم يتمكن الإنجليز من نطق الأصل. طبق مشابه، سوكان، كان يُصنع من دقيق الشوفان المطحون أقل نعومة، مما يجعل منتجًا أكثر خشونة.

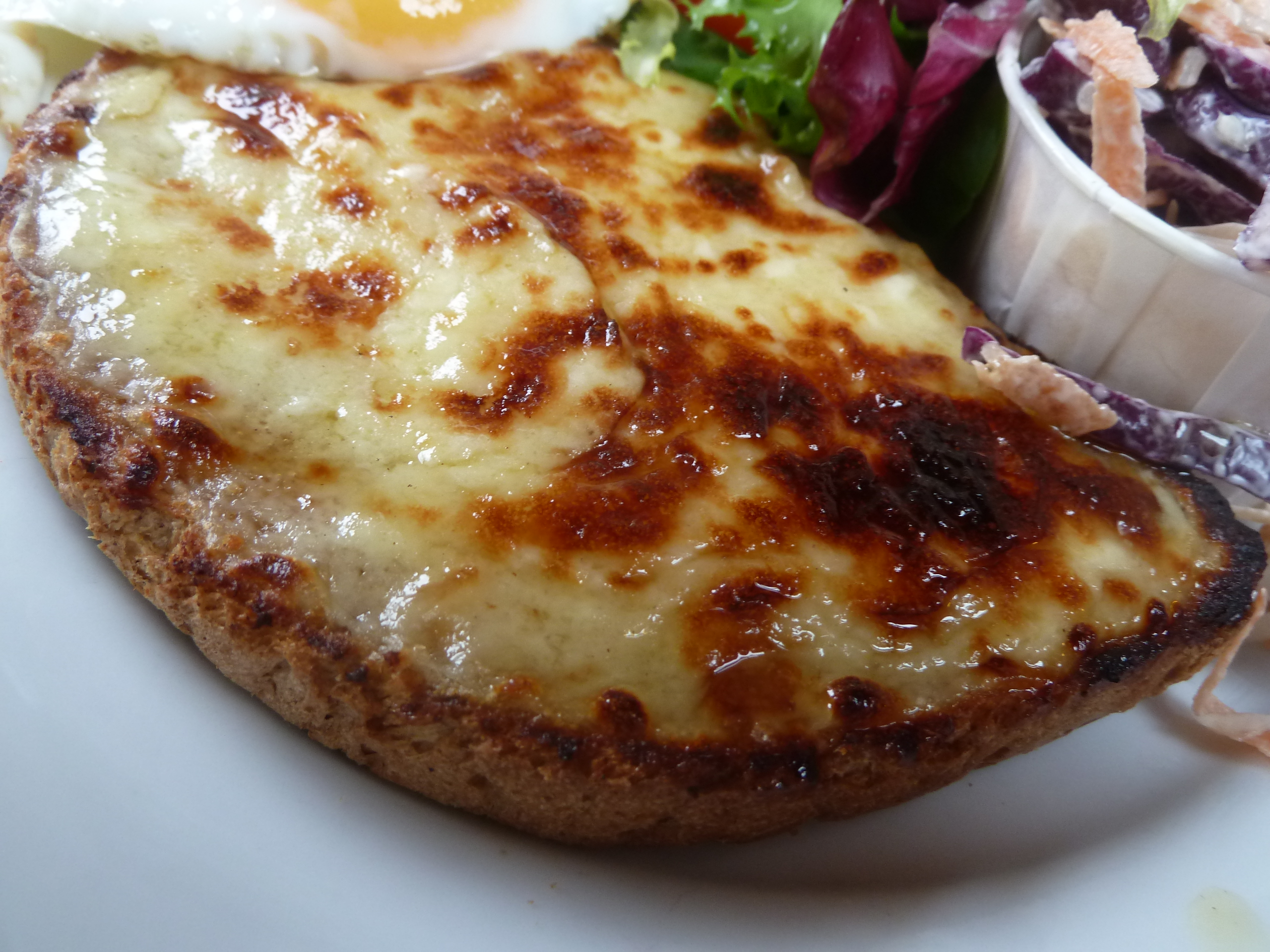
ريربيت الويلزية

### الخضراوات
قدم القانون السلتي حكمًا محددًا فيما يتعلق بالملفوف والكراث، مشيرًا إلى أنه ينبغي إحاطة الملفوف بأسوار للحماية من تجول الماشية. كانت الخضراوتان الخضرتان هما الوحيدتان المذكورتان على وجه التحديد في القوانين، على الرغم من أنه لا يزال من المحتمل استخدام النباتات غير المزروعة في طهيها. أصبح الكراث مهمًا جدًا للمطبخ الويلزي - الموجود في العديد من الأطباق الرمزية بما في ذلك نقانق الكاول وجلامورجان - لدرجة أنه أصبح الخضروات الوطنية للبلاد.
كان تبني البطاطس بطيئًا بين القوم الويلزيين، على الرغم من إدخالها إلى المملكة المتحدة في القرن السادس عشر؛ فقط في أوائل القرن الثامن عشر أصبحوا سلعة أساسية في ويلز، بسبب فشل الحبوب. بمجرد أن أصبحت البطاطس عنصرًا أساسيًا، سرعان ما تم العثور عليها في الأطباق الويلزية مثل البطاطس، ونمت التقاليد حول استخدامها. كان أحد التقاليد، الذي كان لا يزال ساريًا في بداية الحرب العالمية الثانية، هو أن القرويين يمكنهم زراعة 80 ياردة (73 مترًا) من البطاطس في حقل مزارع مجاور لكل عامل يمكن للأسرة توفيره في وقت الحصاد .

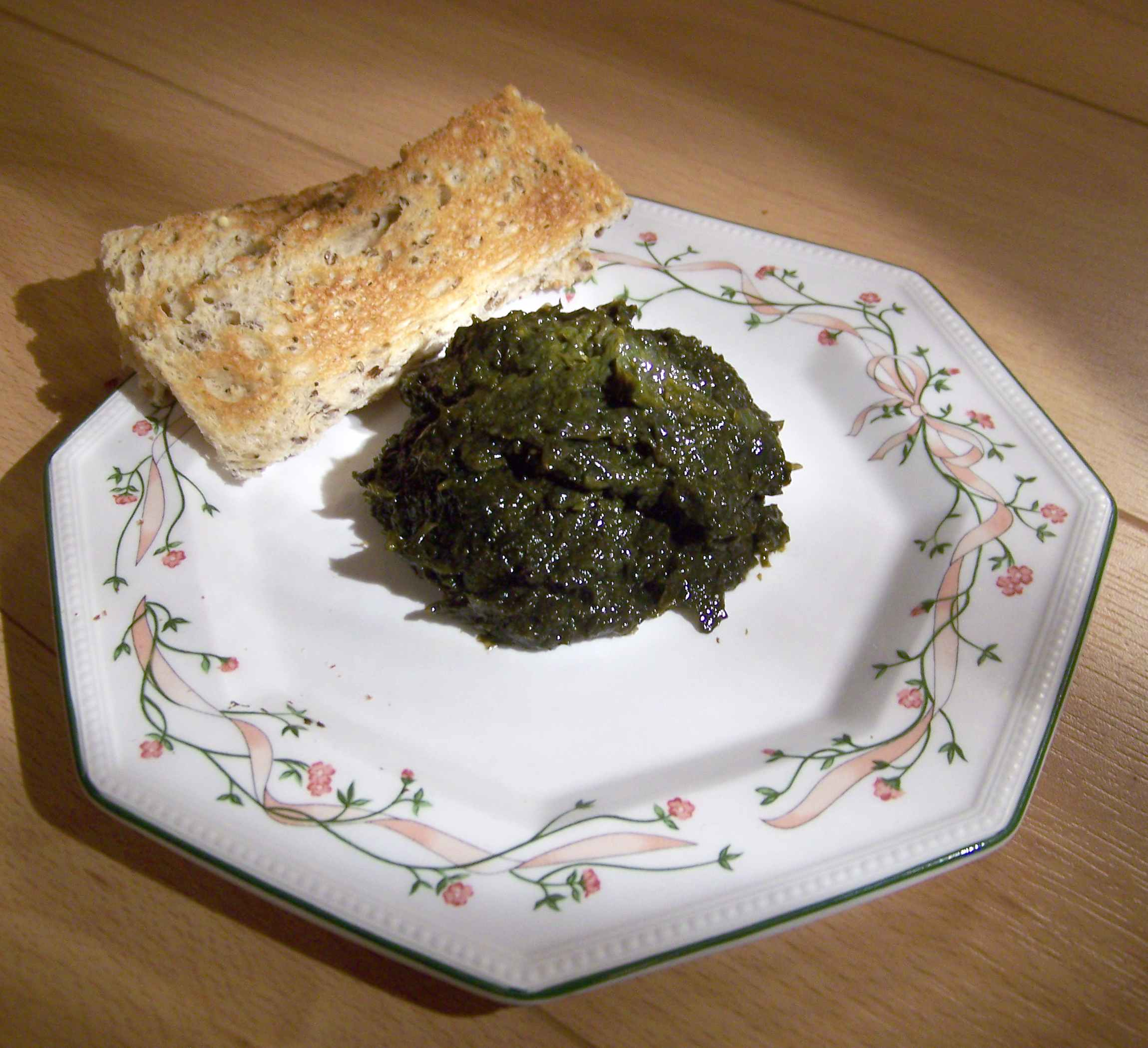
لافربريد

## الأطباق الويلزية
في حين أن هناك العديد من الأطباق التي يمكن اعتبارها ويلزية بسبب مكوناتها، هناك بعض الأطباق الويلزية الجوهرية. أطباق مثل الجول، الويلزية رربيت، لافربريد، الكعك الويلزي، بارا بريث (حرفيًا «الخبز المرقط») أو سجق جلامورجان اعتبرت جميعها رموزًا للطعام الويلزي.
يتم نطق كاول بطريقة مشابهة للكلمة الإنجليزية «الطربوش»، ويمكن اعتباره طبق ويلز الوطني. يعود تاريخه إلى القرن الحادي عشر، في الأصل كان مرقًا بسيطًا من اللحم (على الأرجح لحم الخنزير المقدد) والخضروات، ويمكن طهيه ببطء على مدار اليوم بينما كانت الأسرة تعمل في الحقول. يمكن تحضيره على مراحل، على مدى عدة أيام، أولاً عن طريق عمل مرق اللحم، ثم بإضافة الخضار في اليوم التالي. بمجرد طهيها، يمكن تقشير الدهن من أعلى القدر، ثم يتم تقديمه كطبقين منفصلين، أولاً كحساء، ثم يخنة. يمكن إضافة الخضار الطازجة إلى بقايا الطعام، أحيانًا على مدار أسابيع.
خلال القرنين الثامن عشر والتاسع عشر، كانت كمية اللحوم المستخدمة في المرق ضئيلة؛ بدلاً من ذلك ، تم تكديسه بالبطاطس. اليوم، من المرجح أن يشمل اللحم البقري أو الضأن على اللحم، ويمكن تقديمه مع زلابية الشوفان العادي أو الزلابية الكشمش المعروفة باسم تروليس. تقليديا، كان الجرس يؤكل «بملعقة خشبية منحوتة بشكل خاص» ويؤكل من وعاء خشبي.

أدى ميل الويلزيين للجبن المحمص إلى طبق من الجبن الويلزي، أو الأرانب الويلزية، الجبن المذاب المتبل الذي يُسكب على الخبز المحمص. يجب أن يكون الجبن أكثر صلابة، مثل الشيدر أو ما شابه ذلك. يشار إلى الأرنب الويلزي في وقت مبكر من عام 1725، الاسم ليس مشابهًا للمصطلح الويلزي كاوس بوبي. نادرًا ما يأكل قوم ويلز الأرانب بسبب التكلفة ولأن مالكي الأراضي لن يسمحوا بصيد الأرانب، لذا فإن المصطلح هو على الأرجح افتراء على الويلزية. تطور الاسم من أرنب إلى ريربيت، ربما لإزالة البذرة من المطبخ الويلزي أو بسبب إعادة تفسير بسيطة للكلمة لجعل القوائم أكثر متعة.

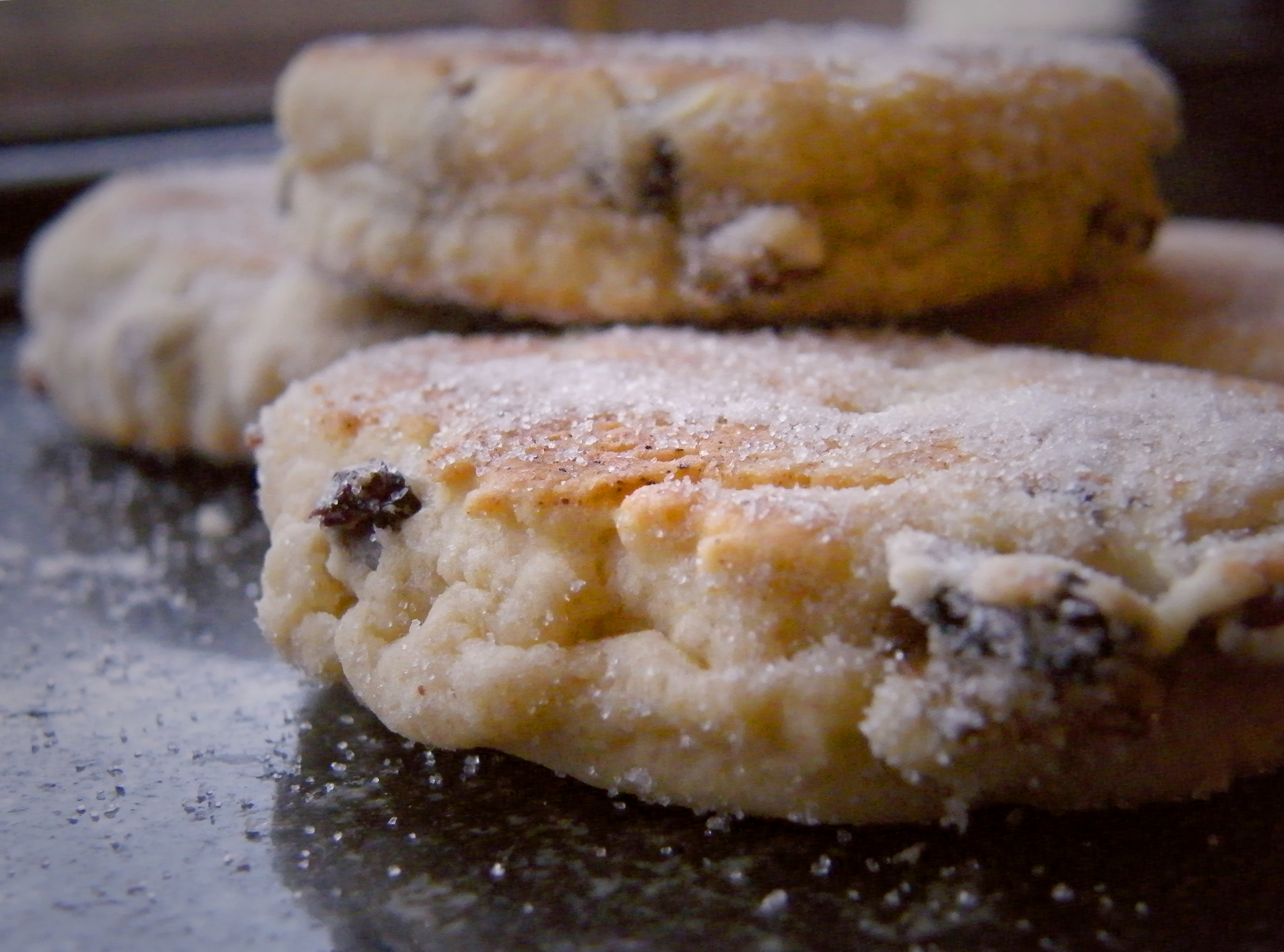
الكعك الويلزي

سجق جلامورجان هو سجق ويلزي نباتي. لا يحتوي على لحم أو جلد، وبدلاً من ذلك يصنع من الجبن، بشكل عام كيرفيلي، ولكن في بعض الأحيان شيدر، إلى جانب الكراث أو البصل الأخضر. ثم يتم تغليف هذا الخليط في فتات الخبز ولفه على شكل سجق قبل الطهي. يعود تاريخ نقانق جلامورجان إلى أوائل القرن التاسع عشر على الأقل، وفي ذلك الوقت كان من الممكن أن تحتوي النقانق على دهن الخنزير.

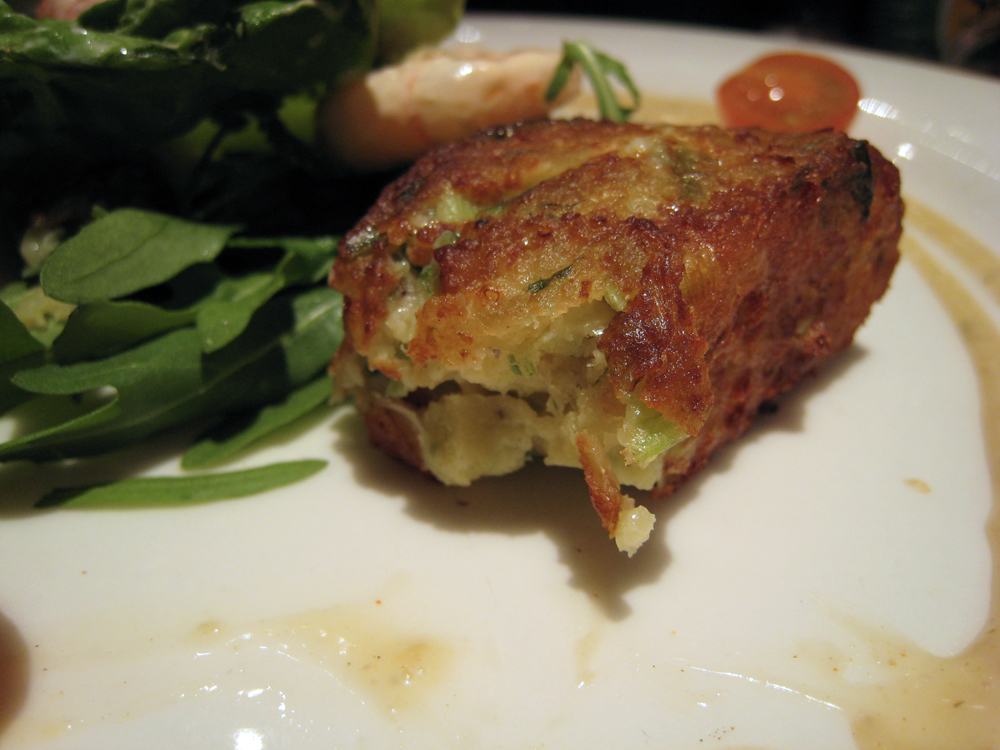
سجق جلامورجان

الكعك الويلزي، أو pice ar y maen الذي يعني «كعكات على الحجر»، عبارة عن كعكات صغيرة مستديرة متبلّة، تُطهى تقليديًا على الخبز، ولكن في الآونة الأخيرة على صينية. بمجرد طهيها، يمكن أن تؤكل ساخنة أو باردة بمفردها أو مغطاة إما بالسكر أو الزبدة. العجين الممزوج بالزبيب والزبيب والكشمش في بعض الأحيان، يشبه خبز البسكويت، مما يعني أنه يمكن أن يكون قوامه متماسكًا عند طهيه على صينية الخبز، ويشبه إلى حد ما كعكة عند طهيه في الفرن.
بارا بريث هو رغيف فاكهة مصدره ريف ويلز، حيث استخدموا الهاون والمدقة لطحن التوابل الحلوة الطازجة. تاريخيًا كان يُصنع من الخميرة والزبدة، على الرغم من أنه من المحتمل مؤخرًا أن يكون مصنوعًا من بيكربونات الصودا والسمن. الفاكهة المتضمنة ستكون الزبيب المجفف، الكشمش والقشر المسكر، والتي يمكن نقعها في الشاي البارد قبل الطهي. يتم تقديمه بشكل عام إلى شرائح مع الزبدة أثناء تناول شاي الظهيرة، وغالبًا ما يُعرف باسم خبز الشاي الويلزي. يُترجم بارا بريث إلى «خبز مُرقط»، ولكنه يُعرف أيضًا باسم تيزن دورث في جنوب ويلز، حيث يتم تضمين الزبيب في الوصفة، أو باسم تورتا نيجرا عندما أحضره المستوطنون الويلزيون إلى الأرجنتين.

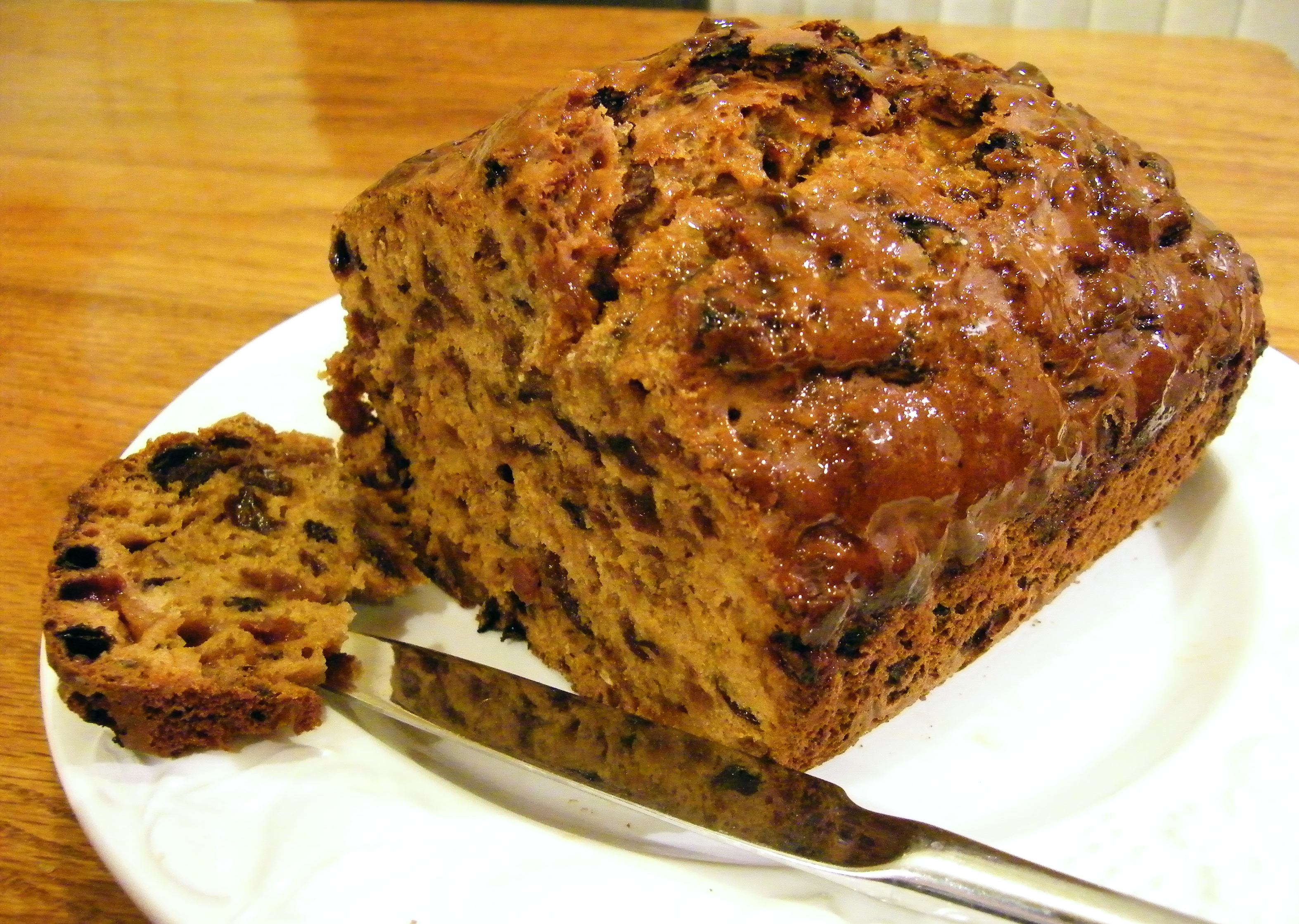
بارا بريث

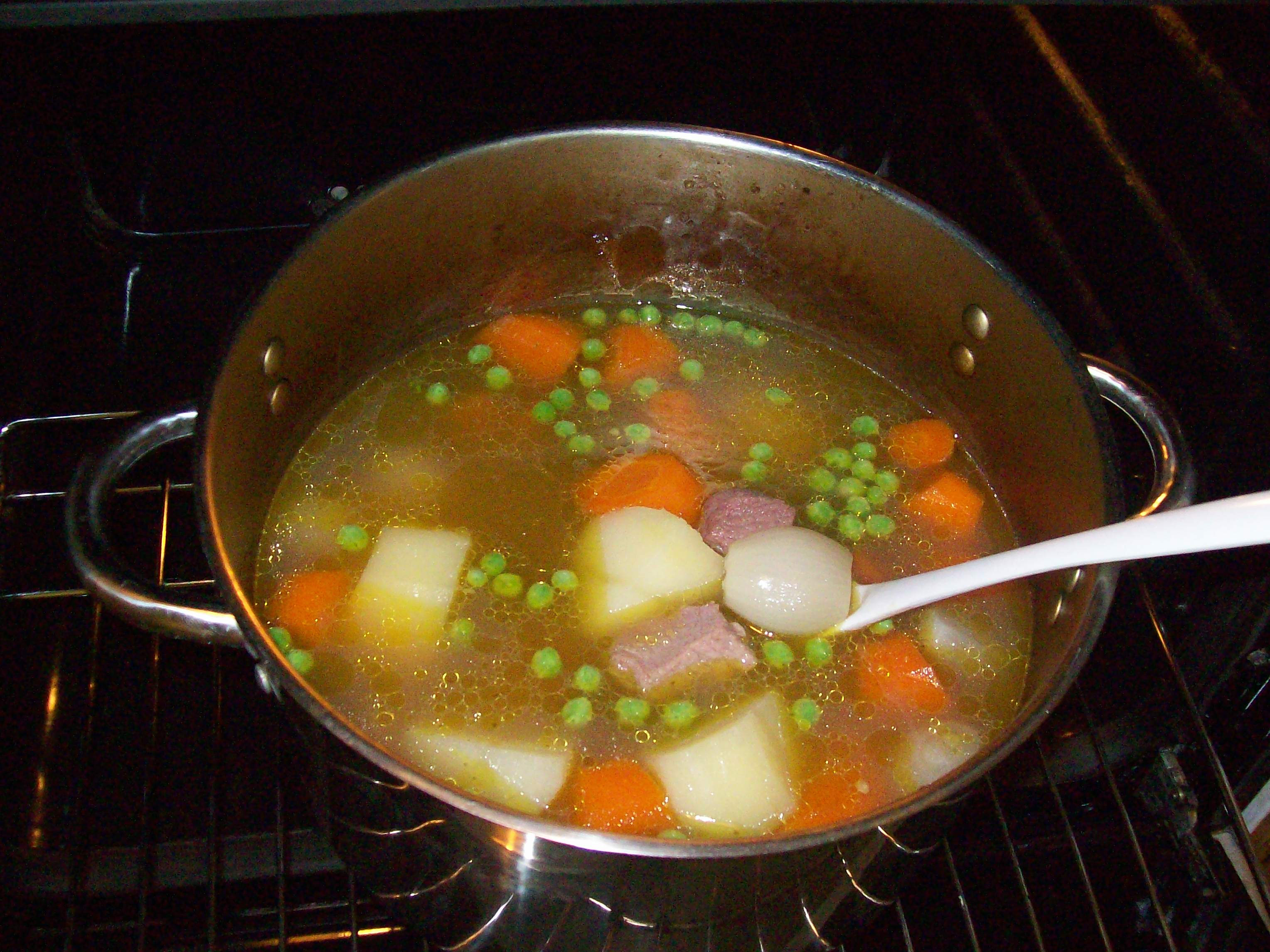
تاتوس بوبتي، طبق تقليدي من اللحم المشوي والبطاطا

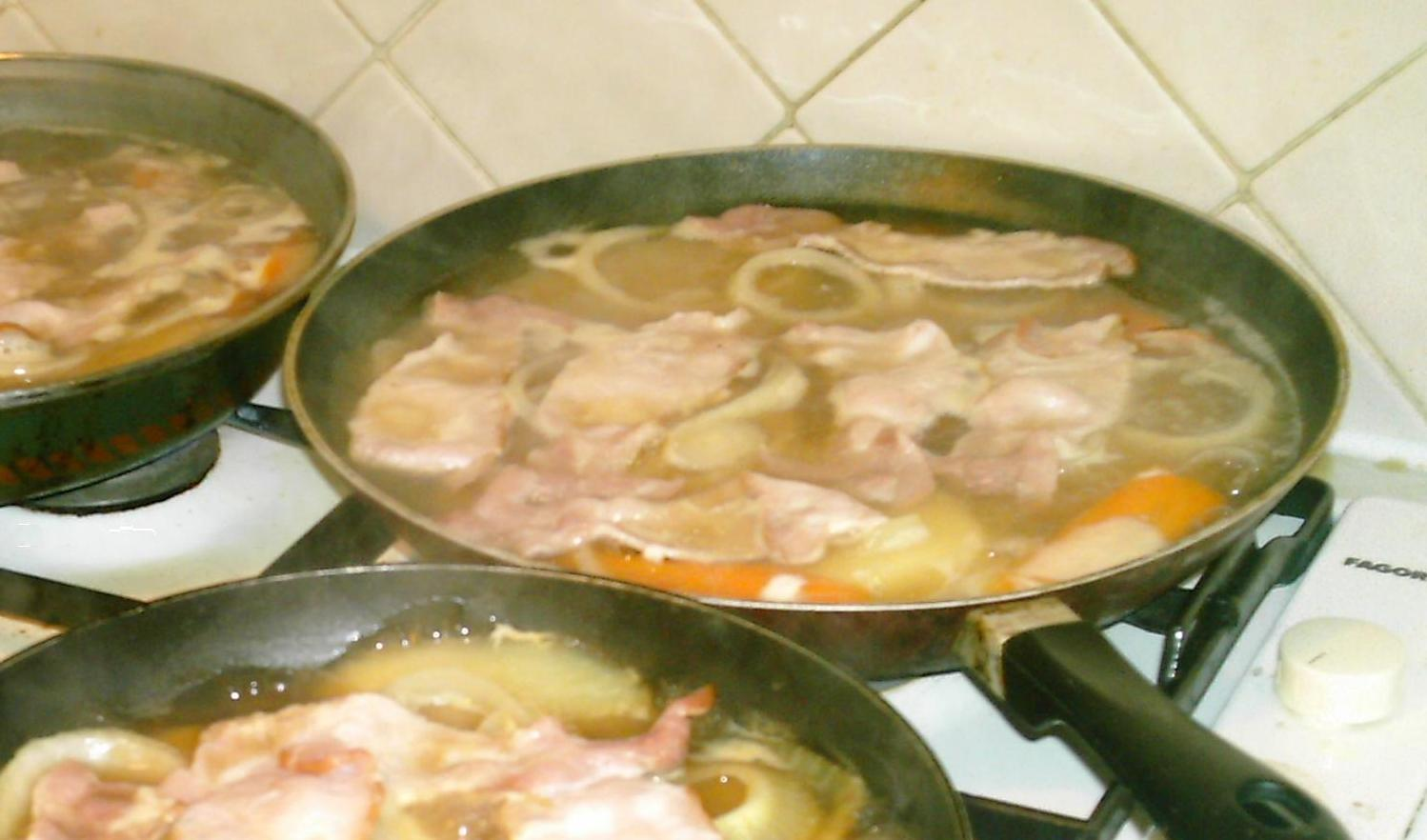
تاتوس بوم مونود، يخنة ويلزية، مع لحم مقدد مدخن، مرق، بطاطس

## المشروبات

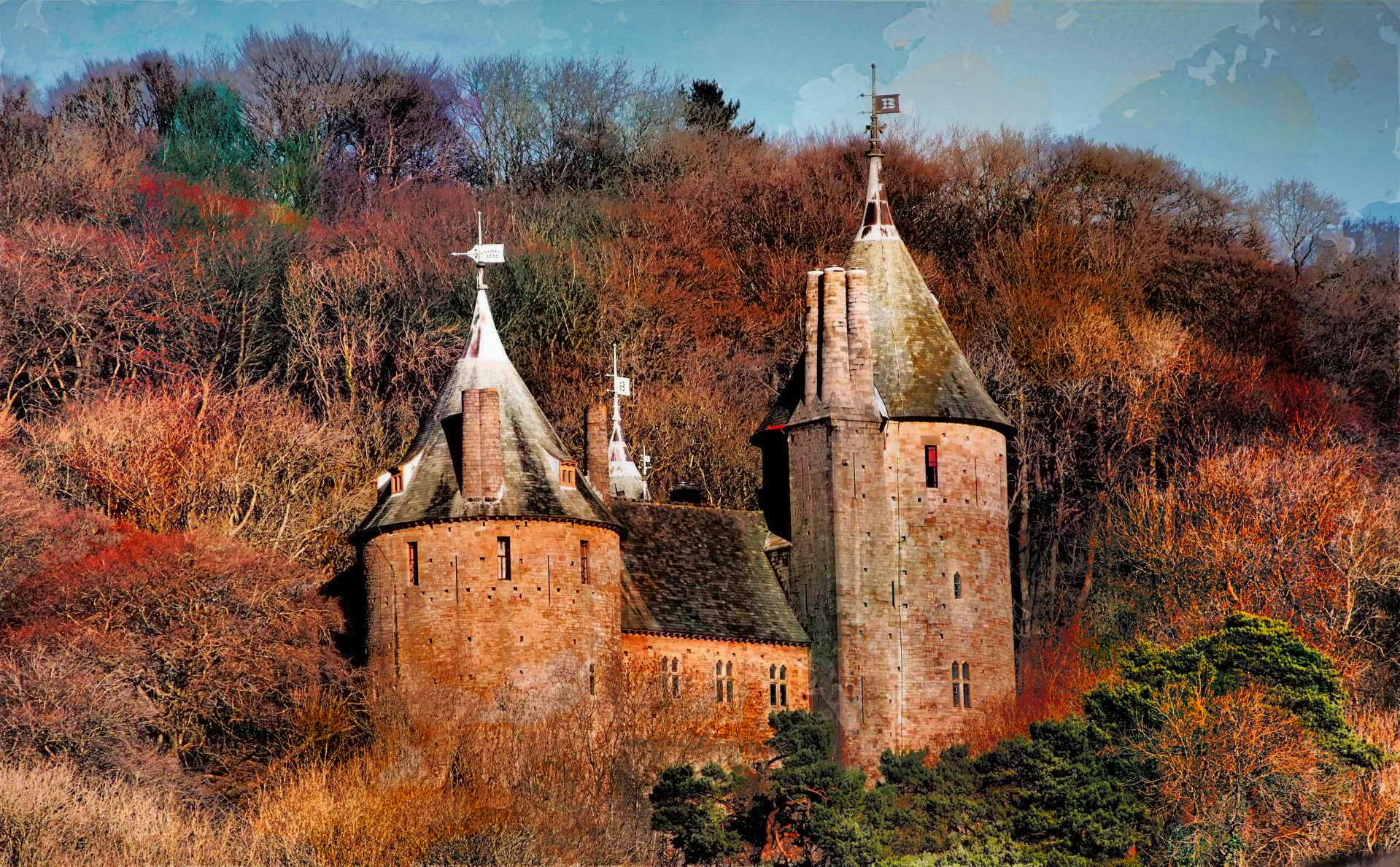
مستودع تخزين

كان النبيذ والبيرة خاصةً من الأصناف محلية الصنع، أمرًا أساسيًا للتواصل الاجتماعي في ويلز، كما كان الحال في إنجلترا. وظل هذا هو الحال حتى عندما اكتسب الشاي شعبية في إنجلترا، ليحل محل الكحول المصنوع في المنزل. تعتبر البيرة الآن المشروب الوطني لويلز، على الرغم من أن البيرة الويلزية لم تكتسب أبدًا مكانة البيرة البريطانية الأخرى، مثل شجاع الجعة أو البيرة الإنجليزية. كان هذا جزئيًا بسبب استمرار مصانع الجعة في الترويج لمنتجاتها إلى الحد الأدنى حتى لا تزعج حركة الاعتدال في ويلز.
ظلت حركة الاعتدال ذات تأثير قوي على الرغم من ذلك، وعندما تم إنشاء مصانع جعة جديدة، أدى الاحتجاج إلى قانون إغلاق يوم الأحد الويلزي في عام 1881، وهو قانون أجبر على إغلاق المنازل العامة في ويلز يوم الأحد. بقي شغف ويلز بالجعة؛ افتتحت شركة ريكسهام الجعة البيرة في عام 1881، كأول منتج للجعة في بريطانيا. أبرم مصنع الجعة فيلينفول صفقة مع مصانع الصفيح المحلية وأصبح أول مصنع جعة في أوروبا يضع البيرة في علب.
من غير المعروف على وجه اليقين ما إذا كانت مزارع الكروم قد زُرعت في ويلز أثناء الاحتلال الروماني لويلز، ولكن في السبعينيات، تم زرع مزارع الكروم الحديثة في جنوب ويلز بقصد إنتاج النبيذ الويلزي. على الرغم من البداية البطيئة، بحلول عام 2005، كان في ويلز 20 مزرعة عنب، تنتج 100000 زجاجة سنويًا، خاصة النبيذ الأبيض، ولكن أيضًا عدد قليل من النبيذ الأحمر. وفقًا لمجلس معايير النبيذ، بحلول سبتمبر 2015، كان هناك 22 مزرعة عنب عاملة في ويلز. وكان هناك ما يقرب من 40 هكتارًا (99 فدانًا) من الكروم المزروعة في ويلز.
بحلول عام 2005، بلغت قيمة صناعة المياه المعبأة في ويلز 100 مليون جنيه إسترليني. تشمل العلامات التجارية الشهيرة Brecon Carreg و Tŷ Nant و Princes Gate و Pant Du.

## روابط خارجية
- الإحصاءات الزراعية الويلزية نسخة محفوظة 15 فبراير 2006 على موقع واي باك مشين. من الجمعية الويلزية.
- ثقافة المملكة المتحدة الويلزية الغذاء